# مومین
مومین (به ژاپنی: ムーミン Mūmin) یک مجموعه انیمه ۶۵ قسمتی است که توسط استودیو توکیو مووی شینشا و به کارگردانی ماساکی اوسومی، بر اساس کارهای نویسنده فنلاندی تووه یانسون ساخته شده‌است. پخش این مجموعه از ۵ اکتبر ۱۹۶۹ در شبکه فوجی تلویژن آغاز شده و تا ۲۷ دسامبر ۱۹۷۰ ادامه داشته‌است. ادامه‌ای برای این مجموعه با عنوان مومین جدید در سال ۱۹۷۲ ساخته شد.